# Taniela Tupou
Taniela Tupou (Vaini, 10 maggio 1996) è un rugbista a 15 tongano, internazionale per l'Australia, che gioca pilone nei Waratahs in Super Rugby.

## Biografia
Nativo delle isole Tonga, Tupou, a partire dal 2011, si trasferì in Nuova Zelanda dove studiò e giocò nella squadra del collegio del Sacro Cuore di Auckland; nel 2014 gli fu proposto un accordo con la NZRU per divenire eleggibile e poter giocare per la rappresentativa dei New Zealand Schoolboys, ma lo rifiutò e si spostò in Australia. Nel 2015 venne selezionato per far parte della franchigia australiana dei Reds, ma non disputò alcun incontro del Super Rugby 2015. Il suo esordio nella competizione avvenne l'anno successivo nella partita contro i Brumbies nella quale segnò anche la sua prima meta nel torneo. Il suo debutto nel National Rugby Championship avvenne nel settembre 2015 tra le file di Queensland Country, squadra con cui si aggiudicò il titolo nel 2017.
Pur non essendo ancora eleggibile per la nazionale australiana fu convocato per il tour europeo dei Wallabies del novembre 2016. Il suo esordio a livello internazionale si ebbe nell'incontro con la Scozia durante il tour invernale del 2017.

## Palmarès
- National Rugby Championship: 1
Queensland Country: 2017
- Super Rugby AU: 1
Reds: 2021